# شهرستان سووتسکی (سرزمین استاوروپول)
شهرستان سووتسکی (به لاتین: Sovetsky District) یک شهرستان در روسیه است که در سرزمین استاوروپول واقع شده‌است.